# Game Boy

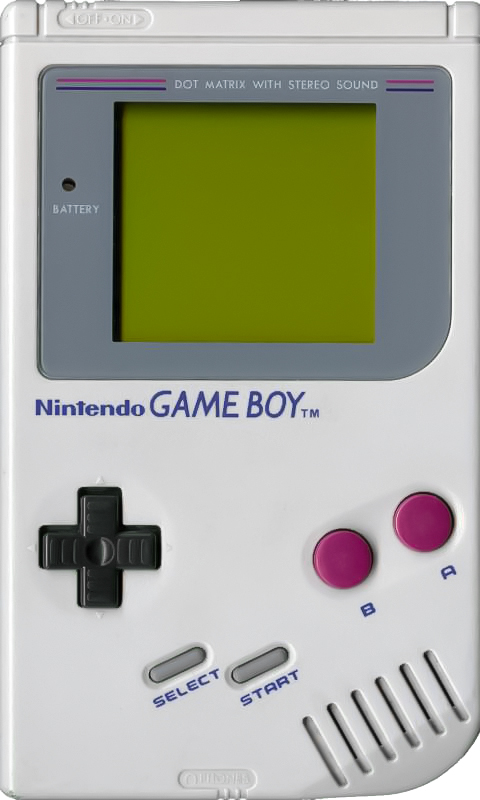
Game Boy

Een Game Boy is een draagbare spelcomputer ontwikkeld door het Japanse bedrijf Nintendo.

## Overzicht
De hardware is in de loop van de jaren ontwikkeld tot een volwaardige spelcomputer:
- De originele Nintendo Game Boy: De 8 bit-versie uit 1989 kwam uit in de Benelux in 1990. Gebaseerd op een Z80. Klein zwart-wit lcd-scherm zonder achtergrondverlichting. Spellen worden op zogenaamde ROM-cassettes geplaatst.
  - Nintendo Super Game Boy: Geen draagbare Game Boy, maar een plug-in-cassette voor het Super Nintendo Entertainment System. Voor het eerst is het mogelijk om Game Boy-spellen te spelen op de televisie.
  - Nintendo Game Boy Pocket: Verkleind model.
  - Nintendo Game Boy Light: Uitsluitend verkocht in Japan. Bijna dezelfde grootte als de Pocket, maar met een voorgrondverlicht scherm voor betere zichtbaarheid.
  - Nintendo Super Game Boy 2:  Het is een opvolger van de Super Game Boy en werd alleen uitgebracht in Japan. Het heeft een Link-functie, waarmee multiplayerspellen gespeeld kunnen worden met andere mensen met een Game Boy.
- Nintendo Game Boy Color (1998): Update van 8 bitversie. De processor verdubbelde in snelheid en geheugen, en kreeg een kleurenscherm.
- Nintendo Game Boy Advance (2001): Introductie 32 bitprocessor. Enorme verbetering van het kleurenscherm. Uitwendige verandering: horizontale oriëntatie in plaats van verticaal.
- Nintendo Game Boy Advance SP (2003): Opvouwbaar, schermverlichting en ingebouwde accu.
- Nintendo Game Boy Micro (2005): Uitwendige veranderingen: zeer klein, scherm is kleiner maar scherper, horizontaal georiënteerd.
- Nintendo Game Boy Player: De Game Boy Player is een apparaat gemaakt door Nintendo voor de Nintendo GameCube die Game Boy-, Game Boy Color-, of Game Boy Advance-spellen kan spelen op een televisie. Maar sommige Super Game Boy- en Super Game Boy 2-verbeteringen komen hier niet in voor. Het is de laatste Game Boy van de Nintendo Company. De fysieke hardware is bijna identiek aan die van de originele Game Boy Advance.

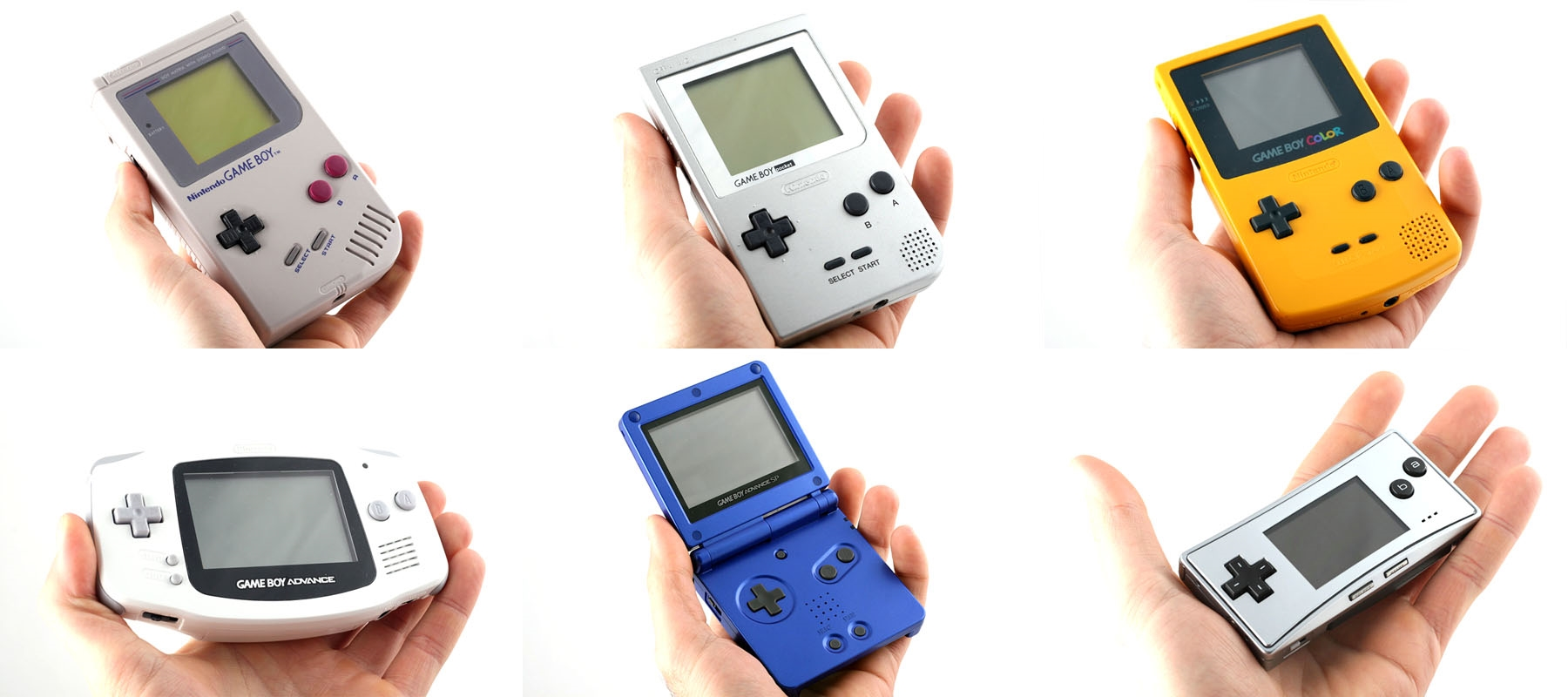
Eerste rij: Game Boy, Game Boy Pocket, Game Boy Color. Tweede rij: Game Boy Advance, Game Boy Advance SP, Game Boy Micro.

De meeste spelcomputers worden waardeloos wanneer er een opvolger verschijnt. Bij een Game Boy was dit niet altijd het geval. De cartridges van de allereerste spellen daterend uit 1989 zijn nog altijd speelbaar op de Nintendo Game Boy Advance. Op de Game Boy Micro echter zijn alleen nog maar Game Boy Advance-spellen te spelen. Door de jaren heen werd de concurrentie van gelijkaardige draagbare systemen door Nintendo de grond ingeboord. Het heeft er echter een aantal jaren op geleken dat Nintendo zou worden voorbijgestreefd door de PlayStation van Sony.
Er zijn veel spellen beschikbaar voor de Game Boys. In 2003 werd de Game Boy Advance SP uitgebracht. De letters SP staan voor Special Project, en het apparaat is een verbeterde versie van de Game Boy Advance. Hiermee hoopte Nintendo de opgelopen achterstand weer in te halen.
De Game Boy Advance werd in 2004 opgevolgd door een nieuw type van draagbare console: de Nintendo DS.

## Game Packs

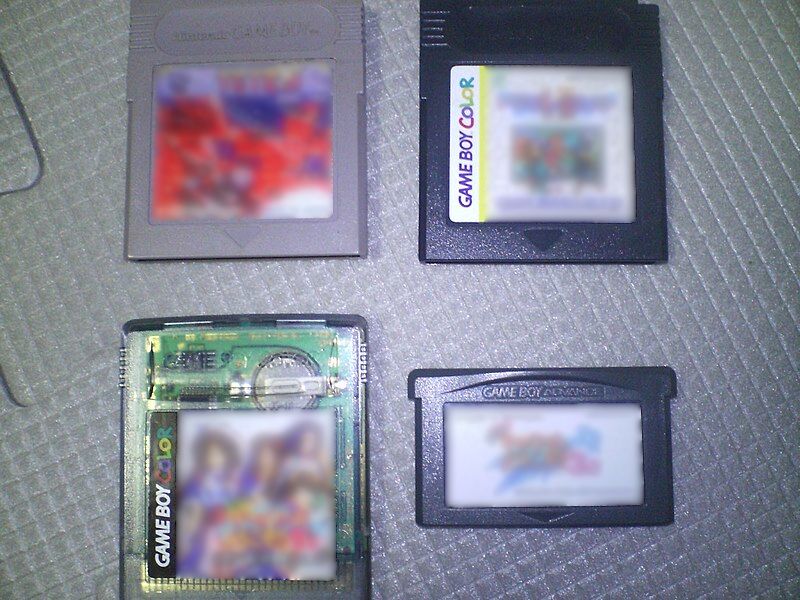
Linksboven: Soort 1
Rechtsboven: Soort 2
Linksonder: Soort 3
Rechtsonder: Soort 4

Een Game Pack is een kleine cartridge die gebruikt wordt om gegevens (de spelletjes) op te slaan. Alle Game Boy-cartridges zijn 5,8 bij 6,5 cm groot, behalve die voor de Game Boy Advance. Er zijn door de tijd heen verschillende soorten Game Packs gebruikt, te weten:
Soort 1
Dit zijn de Game Packs die vanaf het begin gebruikt zijn. De meeste er van zijn grijs. De spelletjes die op deze Game Packs zijn gezet bezitten allemaal over 4 grijswaarden. In de Game Boy Color kon je de 4 grijswaardes omzetten, zodat je het spel in een bepaalde kleur kon spelen. Dit is te bereiken door een combinatie van de A- of B-knop en de vierpuntstoets. Voorbeelden van spellen die op deze soort Game Packs zijn uitgevoerd zijn Tetris en Super Mario Land. Pokémon Red en Blue waren speciale gevallen, deze konden door middel van de Super Gameboy in volledige kleuren worden gespeeld.
Soort 2
Deze werden gebruikt voor sommige Game Boy Color-spellen. Ze zien er hetzelfde uit als de eerste soort, alleen zijn ze meestal uitgevoerd in het zwart. Op deze soort Game Packs werden spellen gezet die op de Game Boy Color in volledige kleur te zien zijn, maar die ook nog op de oude Game Boy konden worden gespeeld in 4 grijswaarden. Voorbeelden van spellen die op deze soort Game Packs zijn uitgebracht: Tetris DX en Pokémon Gold/Silver (al was de Game Pack van Pokémon Gold/Silver goud (Gold) of zilver (Silver) in plaats van zwart).
Soort 3
Ook deze soort werd gebruikt voor Game Boy Colorspellen met volledige kleur. Echter, de spellen op deze Game Packs konden niet meer gespeeld worden op de originele Game Boy. Deze soort Game Packs is zo gemaakt dat het schuifje van de originele Game Boy niet meer op "aan" gezet konden worden als deze soort erin zat. Als toch geprobeerd wordt die beperking te omzeilen, bijvoorbeeld door een stukje van dat schuifje weg te zagen, verschijnt op het scherm de melding dat het spel niet werkt en dat er toch een Game Boy Color nodig is. Deze cassettes zijn doorzichtig, zodat de printplaat binnenin te zien is. Voorbeelden van spellen die op deze soort Game Packs zijn uitgebracht: Pokémon Crystal (doorzichtig blauw) en Wario Land 3.
Soort 4
Deze zijn ongeveer half zo groot als de originele Game Packs en waren alleen geschikt voor de Game Boy Advance (de DSi en de volgende versies ondersteunen dit niet, de DS en DS Lite nog wel). Door de verkleining passen ze niet in alle voorgaande Game Boys. Voorbeelden van spellen: de Final Fantasy Advance-serie, Pokémon Ruby/Sapphire/Emerald/Fire Red/Leaf Green en 'Mario vs. Donkey Kong'.